# Simplicissimus
Simplicissimus byl německý ilustrovaný kulturní a satirický týdeník, který vycházel v letech 1896–1944 v Mnichově. Věnoval se literatuře, umění i politice, zejména politické satiře. Jako výrazný představitel secese měl časopis značný vliv i na českou kulturu, zejména v období do roku 1914. V letech 1933–1934 vycházela paralelní verze v exilu v Praze.

## Název
Simplicissimus, latinsky „prosťáček“, je narážka na slavný barokní román H. J. Grimmelshausena Dobrodružný Simplicius Simplicissimus z roku 1668, který barvitě líčí hrůzy Třicetileté války očima prostého vojáka.

## Historie
První číslo časopisu vyšlo 4. dubna 1896 a jeho kritický postoj vůči politice vilémovského Německa a německému konzervatismu, vůči byrokracii i armádě vzbudil velkou pozornost, stejně jako originální grafika a karikatura. Roku 1899 byla dvě čísla časopisu zabavena a vydavatel i šéfredaktor byli odsouzeni za „urážku majestátu“. Od počátku první světové války, kdy se i německá sociální demokracie připojila k válečné politice, přijal i Simplicissimus oficiální postoj k válce jako „obraně národa“, takže jeho význam poklesl.
Za výmarské republiky byl časopis opět kritický vůči partajnictví a politikaření, ve 30. letech zejména vůči Hitlerovi a jeho straně. Když však v březnu 1933 přepadl redakci oddíl SA, redaktoři se písemně zavázali, že budou k novému režimu loajální. Jen několik – převážně židovských – redaktorů emigrovalo a Thomas Mann si trpce stěžoval na „hanebný oportunismus“ časopisu. Přesto v něm mohlo publikovat několik „neutrálních“ umělců a literátů, jako Alfred Kubin nebo Wolfgang Borchert. 13. září 1944 vyšlo poslední číslo a časopis byl zastaven. V poválečné době vzniklo několik pokusů o obnovu, nejdéle vydržel Simplicissimus vydávaný Olafem Iversenem v letech 1954–1967.
Od ledna 1934 do července 1935 vycházel v Praze časopis Simplicus (později Simpl) paralelně v české a německé verzi a v nákladu 10 až 20 tisíc výtisků. Vznikl z iniciativy redaktorů Simplicissima, kteří emigrovali do Československa, a vydavatelem byl český karikaturista František Bidlo. V redakci působili také čeští autoři jako Adolf Hoffmeister, Antonín Pelc, Josef Čapek, a své příspěvky zde publikovali například Heinrich Mann, Erika Mann nebo Stefan Heym. Časopis se prodával hlavně v pohraničí, ale jak se tamní policie a úřady dostávaly pod vliv Sudetoněmecké strany, byl časopis stále častěji zabavován, což vedlo k jeho zastavení.

## Autoři
V redakci pracovali mimo jiné Ludwig Thoma a Frank Wedekind, mezi přispěvateli byli například Hermann Hesse, Hugo von Hofmannsthal, Erich Kästner, Heinrich Mann, Thomas Mann, Gustav Meyrink, Arthur Schnitzler nebo Robert Walser, v meziválečné době Erich Kästner, Mascha Kaléko, Theodor Lessing a další. Z mezinárodních autorů zde publikovali například Bjørnstjerne Bjørnson, Knut Hamsun, Guy de Maupassant nebo Marcel Prévost. Známými kreslíři byli Thomas Theodor Heine nebo Bruno Paul, příležitostně také Lovis Corinth, Max Slevogt a Käthe Kollwitzová, v pozdějších letech také George Grosz. Z českých výtvarníků zde publikoval například Zdeněk Kratochvíl.

## Na internetu
Zásluhou knihovny ve Výmaru a za účasti technické univerzity v Cáchách je celý obsah více než 2 500 čísel časopisu volně k dispozici na internetu.